# Hermann Soyaux
Hermann Soyaux (Breslávia, 4 de janeiro 1852 - 1928 ) foi um botânico, navegador alemão, que explorou a flora do Gabão e do Brasil.
Primeiro trabalhou em jardins botânicos, e depois depois estudou botânica em Berlim, sendo apoiado pela Fundação da África alemã para a Expedição de Paul Güßfeldt ao reino de Loango, como botânico. Portanto, viajou em 1873 à África Ocidental, onde chega a Tschinschoscho (Loango, no hoje território de Cabinda) com Güssfeldt, Julius Falkenstein e o geógrafo Eduard Pechuel-Loesche. Em 1875 recebeu a ordem de ir a Angola, onde se reuniu com Paul Pogge.
Depois que a expedição foi dissolvida, Soyaux regressou à Europa e publicou Der verlorene Weltteil (O continente perdido) (Berlim 1876) e de Aus Westafrika (África Ocidental), em dois tomos, Leipzig, 1879.
Em 1879, em nome da empresa comercial Hamburgo Woermann, Soyaux foi ao Gabão (Libreville) no oeste da África, fundando uma plantação de café. Em 1885 regressou à Alemanha e trabalhou para a Sociedade Alemã Colonial em Berlim e escreveu Deutsche Arbeit in Afrika (Obras alemãs em África), Leipzig, 1888.
Em 1888 foi representando à "Colonizadora de Terras Herman" a Brasil, onde se converteu em chefe da colónia em Bom Retiro, Rio Grande do Sul. Depois viveu em Porto Alegre, onde em 1904 cofundou o "Centro Econômico do Rio Grande do Sul".

## Honras

### Epónimos
- (Medusandraceae) Soyauxia Oliv.[1]